# QUMO gamebox
QUMO gamebox — многофункциональный медиаплеер с расширенными игровыми функциями (поддержка 8 и 16 битных игр), произведенный гонконгской компанией QUMO Co Ltd.

## Функциональные возможности
- Встроенная камера на 1,3 (в руководстве ошибка что камера на 1,5) мегапикселя
- 2,5-дюймовый цветной TFT-дисплей с 262 000 оттенками 320×240 точек
- Слот для SD/MMC карт памяти (возможность копирования файлов с карты в память плеера и наоборот без использования компьютера)
- Встроенный динамик
- Встроенный микрофон (запись в ACT и WAV)
- Прослушивание и запись FM радио (Память на 20 FM станции)
- Возможность просмотра видео (AVI), фото (JPEG, BMP, GIF) и текстовых файлов (TXT)
- Поддержка форматов: аудио — MP3, WMA; видео — MOV, ASF, AVI, DAT, MP4 — через AVI конвертер
- Игровая консоль, поддержка игр форматов *.nes, *.smc, *.sfc *.gba (NES, SNES и Game Boy)
- Функция редактирования фотографий
- 4 установок эквалайзера
- USB 2.0
- Мобильный диск USB flash drive
- Поддержка русских тегов, русифицированное меню
- Упрощённая система обновления прошивок на официальном сайте
- Защита от посторонего ПО и Прошивок

## Комплектация
- Наушники Cresyn
- Компакт-диск с программным обеспечением и руководством пользователя
- Краткое руководство пользователя на русском языке
- USB кабель
- Гарантийный талон